# Тале (ТВ серија)
„Тале ” је југословенска телевизијска серија снимљена 1979. године у продукцији ТВ Сарајево.

## Улоге
| Глумац           | Улога                       |
| ---------------- | --------------------------- |
| Миралем Зупчевић | Тале (8 еп. 1979)           |
| Власта Кнезовић  | Есма-ханума (6 еп. 1979)    |
| Рејхан Демирџић  | Емин-бег (6 еп. 1979)       |
| Ивица Видовић    | Хрсуз Халилчић (6 еп. 1979) |
| Анте Вицан       | Инспектор (6 еп. 1979)      |
| Драган Шаковић   | Бајро (6 еп. 1979)          |
| Дана Курбалија   | Тетка (6 еп. 1979)          |
| Заим Музаферија  | Сиромах (6 еп. 1979)        |
| Зоран Симоновић  | Авдал (6 еп. 1979)          |
| Мирјана Мајурец  | Кека (5 еп. 1979)           |
| Владимир Поповић | Мудериш (5 еп. 1979)        |
| Ирена Муламухић  | Другарица (5 еп. 1979)      |
| Васја Станковић  | Реакционар (4 еп. 1979)     |
| Вера Маргетић    | Зејна (4 еп. 1979)          |
| Сафет Пашалић    | Талов отац (3 еп. 1979)     |
| Жарко Мијатовић  | Секретар (3 еп. 1979)       |
| Миленко Видовић  | Сељак (3 еп. 1979)          |
| Ратко Петковић   | Брицо (3 еп. 1979)          |
| Тахир Никшић     | Барјактар (3 еп. 1979)      |

 Остале улоге ▼
| Глумац                  | Улога                                 |
| ----------------------- | ------------------------------------- |
| Боро Милићевић          | Хејлага (3 еп. 1979)                  |
| Миодраг Брезо           | Кривоврати (3 еп. 1979)               |
| Аднан Палангић          | инвалид Којо (3 еп. 1979)             |
| Живомир Личанин         | (3 еп. 1979)                          |
| Инес Фанчовић           | Биба (3 еп. 1979)                     |
| Михајло Мрваљевић       | Вукашин (2 еп. 1979)                  |
| Владо Гаћина            | Ракоња (2 еп. 1979)                   |
| Вера Зима               | Роза (2 еп. 1979)                     |
| Вања Албахари           | Бабан (2 еп. 1979)                    |
| Даринка Ђурашковић      | Партизанка-преводилац (2 еп. 1979)    |
| Јозо Лепетић            | Наредник (2 еп. 1979)                 |
| Зијах Соколовић         | Ђерзелез (2 еп. 1979)                 |
| Фарук Задић             | Грмес (2 еп. 1979)                    |
| Звонко Марковић         | Играч домина (2 еп. 1979)             |
| Владо Милосављевић      | Члан Форума (2 еп. 1979)              |
| Александар Војтов       | Играч домина (2 еп. 1979)             |
| Фаик Живојевић          | Члан Форума (2 еп. 1979)              |
| Бранко Личен            | Капетан (2 еп. 1979)                  |
| Влајко Шпаравало        | Мајор (2 еп. 1979)                    |
| Здравко Биоградлија     | Њемачки капетан-љекар (2 еп. 1979)    |
| Хранислав Рашић         | Хирург (2 еп. 1979)                   |
| Саша Брезо              | Болничарка (2 еп. 1979)               |
| Фарук Софиц             | Водник (2 еп. 1979)                   |
| Руди Алвађ              | Генерал (1 еп. 1979)                  |
| Нада Ђуревска           | Вида (1 еп. 1979)                     |
| Фрањо Кумер             | Њемачки генерал (1 еп. 1979)          |
| Абдулах Клокић          | Омага (1 еп. 1979)                    |
| Славко Михачевић        | Кухар (1 еп. 1979)                    |
| Александар Сибиновић    | Газда Ђорђо (1 еп. 1979)              |
| Мехо Барјактаревић      | Грађанин (1 еп. 1979)                 |
| Јосипа Мауер            | Стефка (1 еп. 1979)                   |
| Надира Добојлић         | Адила (1 еп. 1979)                    |
| Луцијан Латингер        | Алојзије Омак (1 еп. 1979)            |
| Спасоје Антонијевић     | Војислав Ђеровић (1 еп. 1979)         |
| Адила Суљић             | Сељакова сестра (1 еп. 1979)          |
| Предраг Јокановић       | Омладинац (1 еп. 1979)                |
| Анђелко Шаренац         | Господин (1 еп. 1979)                 |
| Сеад Бејтовић           | Капетан Изудин (1 еп. 1979)           |
| Бошко Марић             | Усташки официр (1 еп. 1979)           |
| Салко Авдић             | Четнички официр (1 еп. 1979)          |
| Мухарем Осмић           | Заробљеник (1 еп. 1979)               |
| Миодраг Митровић        | Старац (1 еп. 1979)                   |
| Тони Пехар              | Стражар (1 еп. 1979)                  |
| Александар Стојановић   | Капетан краљевске војске (1 еп. 1979) |
| Златко Мартинцевиц      | Партизан на стражи (1 еп. 1979)       |
| Велимир Пшеничник Њирић | Талов млађи брат (1 еп. 1979)         |
| Хајрудин Хоџић          | Водник (1 еп. 1979)                   |
| Раденко Остојић         | Повратник (1 еп. 1979)                |
| Фарук Арнаутовић        | Милиционер (1 еп. 1979)               |
| Игор Мочнај             | Четник (1 еп. 1979)                   |
| Мугдим Авдагић          | Командир страже (1 еп. 1979)          |
| Шукрија Бојчић          | Водник (1 еп. 1979)                   |
| Енвер Џонлић            | Њемачки пуковник (1 еп. 1979)         |
| Анела Гојков            | Жена под жаром (1 еп. 1979)           |
| Ранко Гучевац           | Делирант (1 еп. 1979)                 |
| Душко Крижанец          | Пословођа (1 еп. 1979)                |
| Миодраг Трифунов        | Потпоручник (1 еп. 1979)              |
| Милена Зупанчић         | (непознат број епизода)               |

Комплетна ТВ екипа ▼
| Редитељ                   | Сулејман Купусовић     | (8 еп. 1979)                          |
| Сценариста                | Дервиш Сушић           | (8 еп. 1979)                          |
| Продуцент                 | Антон Фићко            | лине продуцер (8 еп. 1979)            |
| Композитор                | Војин Комадина         | (8 еп. 1979)                          |
| Директор фотографије      | Мирослав Маргетић      | (8 еп. 1979)                          |
| Монтажер                  | Миралем Зупчевић       | (8 еп. 1979)                          |
| Сценограф                 | Кемал Хрустановић      | (8 еп. 1979)                          |
| Уметнички директор        | Един Саџак             | (8 еп. 1979)                          |
| Костимограф               | Хелена Волфрат Којовић | (8 еп. 1979)                          |
| Одсек за шминку           | Елизабета Нухић        | асистант шминкера (8 еп. 1979)        |
| Одсек за шминку           | Шукрија Шаркић         | шминкер (8 еп. 1979)                  |
| Одсек за шминку           | Весна Трогранчић       | шминкер (8 еп. 1979)                  |
| Менаџер продукције        | Миле Јаковљевић        | помоћник директора филма (8 еп. 1979) |
| Менаџер продукције        | Бранко Сух             | помоћник директора филма (8 еп. 1979) |
| Помоћник режије           | Менсур Чолаковић       | помоћник редитеља (8 еп. 1979)        |
| Помоћник режије           | Раденко Остојић        | помоћник редитеља (8 еп. 1979)        |
| Помоћник режије           | Предраг Поцрња         | помоћник редитеља (8 еп. 1979)        |
| Уметнички одсек           | Радован Бојат          | сценски реквизитер (8 еп. 1979)       |
| Уметнички одсек           | Мирсад Хуковић         | сценски реквизитер (8 еп. 1979)       |
| Уметнички одсек           | Мисо Крњајић           | сет дизајнер (8 еп. 1979)             |
| Уметнички одсек           | Халид Патковић         | патинер (8 еп. 1979)                  |
| Одсек за звук             | Игор Мочнај            | микроман (8 еп. 1979)                 |
| Одсек за звук             | Богољуб Николић        | тон мајстор (8 еп. 1979)              |
| Одсек за звук             | Предраг Стијачић       | микроман (8 еп. 1979)                 |
| Специјални ефекти         | Ислам Ибрачић          | пиротехничар (8 еп. 1979)             |
| Специјални ефекти         | Брацо Милићевић        | пиротехничар (8 еп. 1979)             |
| Специјални ефекти         | Влатко Милићевић       | пиротехничар (8 еп. 1979)             |
| Одсек за камеру и расвету | Халид Авдибеговић      | сценски мајстор (8 еп. 1979)          |
| Одсек за камеру и расвету | Хазим Берисалић        | техничар за осветљење (8 еп. 1979)    |
| Одсек за камеру и расвету | Фарук Диздар           | први асистент сниматеља (8 еп. 1979)  |
| Одсек за камеру и расвету | Сеад Хоџић             | пратилац камере (8 еп. 1979)          |
| Одсек за камеру и расвету | Асим Хусић             | техничар за осветљење (8 еп. 1979)    |
| Одсек за камеру и расвету | Вашо Копривица         | сценски мајстор (8 еп. 1979)          |
| Одсек за камеру и расвету | Рамиз Ковачевић        | пратилац камере (8 еп. 1979)          |
| Одсек за камеру и расвету | Сеад Крслак            | вођа расвете (8 еп. 1979)             |
| Одсек за камеру и расвету | Адил Лело              | сценски мајстор (8 еп. 1979)          |
| Одсек за камеру и расвету | Мухамед Мухаремагић    | сценски мајстор (8 еп. 1979)          |
| Одсек за камеру и расвету | Мухамед Тахмишчић      | техничар за осветљење (8 еп. 1979)    |
| Одсек за костим           | Емина Калиман          | гардеробер (8 еп. 1979)               |
| Одсек за костим           | Емира Калиман          | гардеробер (8 еп. 1979)               |
| Одсек за костим           | Надежда Тајсановић     | асистент костимграфа (8 еп. 1979)     |
| Музички одсек             | Амра Купусовић         | музички уредник (8 еп. 1979)          |
| Музички одсек             | Јулио Марић            | диригент(8 еп. 1979)                  |
| Остала екипа              | Обрад Гаћиновић        | војни консултант (8 еп. 1979)         |
| Остала екипа              | Велимир Лазнибат       | лецтурер (8 еп. 1979)                 |
| Остала екипа              | Даринка Петек          | секретар режије (8 еп. 1979)          |